# Charles Piazzi Smyth

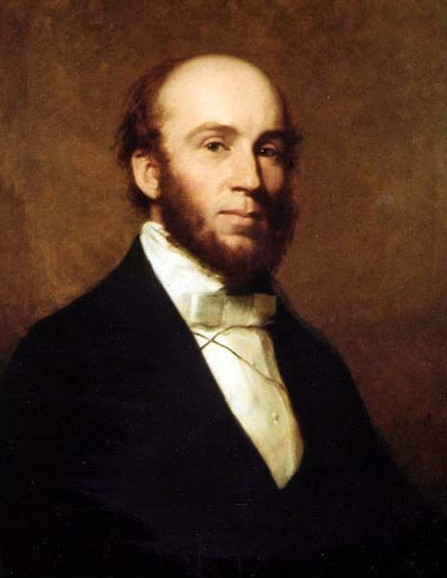
Charles Piazzi Smyth

Charles Piazzi Smyth (* 3. Januar 1819 in Neapel, Italien; † 21. Februar 1900 in Ripon, England) war ein schottischer Astronom und Esoteriker.

## Leben
Smyth war der Sohn des Astronomen William Henry Smyth; seinen zweiten Vornamen hatte er von seinem Taufpaten, dem Astronomen Giuseppe Piazzi. Nach dem Umzug der Familie von Süditalien nach Bedford erhielt er von seinem Vater erste Unterweisungen in Astronomie. Mit 16 Jahren ging er nach Südafrika, wo er am Kap der Guten Hoffnung als Assistent des Astronomen Sir Thomas Maclear tätig war. 1845 wurde er Astronomer Royal for Scotland und Regius Professor für Astronomie an der Universität Edinburgh. Im Jahr 1865 reiste Smyth nach Ägypten, wo er die Cheops-Pyramide bei Gizeh vermaß und fotografische Aufnahmen aus deren Inneren anfertigte. 1888 gab er seine Ämter auf und lebte zurückgezogen bis zu seinem Tod im Jahr 1900.
Smyth galt als brillant, aber exzentrisch. Seine Untersuchungen über die Eignung hochgelegener Gipfel Teneriffas – insbesondere der Montaña Guajara – als Standort für ein astronomisches Observatorium im Jahr 1856 gelten als Pioniertat. Gleichfalls Pionierarbeit leistete er beim Einsatz der Fotografie: bereits 1839 (als Daguerre sein Verfahren eben bekanntgemacht hatte), begann Smyth mit der neuen Technik zu experimentieren. Seine Aufnahmen südafrikanischer Motive ab 1843 gelten als die frühesten aus jener Gegend. Bedeutend ist auch sein Beitrag zur Lösung des Meridian-Problems von La Caille. Spektra von Polarlichtern, dem Zodiakallicht und im infraroten Wellenbereich wurden sein Spezialgebiet. 1877/78 erstellte er eine präzise Darstellung des Sonnenspektrums, wofür er 1880 den Macdougall-Brisbane-Preis erhielt. 1846 wurde er zum Mitglied (Fellow) der Royal Society of Edinburgh gewählt. Seit 1855 war er korrespondierendes Mitglied der Bayerischen Akademie der Wissenschaften.
Bekannt wurde Smyth auch wegen seines Engagements für Pyramidologie: auf Grund seiner Vermessungsarbeiten an der Cheops-Pyramide (die sich später als nicht so zuverlässig herausstellten) verfocht er die These, in den Abmessungen dieses Bauwerks seien Prophezeiungen und andere mystische Informationen verborgen.
Bei der Knickpyramide jedoch musste Smyth eingestehen, dass Abschätzungen (z. B. für die Berechnung einer Ausgrabungsdauer) nicht immer berechen- und vermessbar sein können.
Der Mondkrater Piazzi Smyth wurde 1935 nach ihm benannt sowie 2022 der Asteroid (9714) Piazzismyth.

## Werke
- Teneriffe, an astronomer’s experiment: or, Specialities of a residence above the clouds. Lovell Reeve, London 1858 (Digitalisat).
- Three Cities in Russia. Lovell Reeve, London 1862 (Digitalisat).
- Our Inheritance in the Great Pyramid. A. Strahan, London 1864 (Digitalisat der 4. erweiterten Auflage 1880).
- Life and Work at the Great Pyramid. 3 Bände. Edmonston and Douglas, Edinburgh 1867 (Digitalisat: Band 1, Band 2, Band 3).
- On the Antiquity of Intellectual Man : from a Practical and Astronomical point of View. Edmonston and Douglas, Edinburgh 1868 (Digitalisat).